# Dustin Milligan
Dustin Milligan (28. srpnja 1985.), kanadski glumac. Najpoznatiji je po ulozi Ethana Warda u TV seriji "90210".